# Aleurocanthus spinosus
Aleurocanthus spinosus es un hemíptero de la familia Aleyrodidae, con una subfamilia: Aleyrodinae. Fue descrita científicamente en 1911 por Kuwana.